# Jake kiseline
Jake kiseline su one kiseline koje otapanjem u vodi potpuno disociraju, što općenito znači da je u normalnim uvjetima koncentracija hidronijevih iona (H3O+) jednaka koncentraciji otopljene kiseline. Iako se obično pretpostavlja da su sve jake kiseline ujedno i jako korozivne (nagrizajuće), to nije uvijek slučaj. Tako npr. superkiselina H(CHB11Cl11), koja je milijun puta jača od sumporne kiseline, uopće nije korozivna, dok je slaba fluorovodična kiselina (HF) iznimno korozivna i nagriza između ostalog staklo i sve metale osim iridija.